# 田上宇平太
田上 宇平太（たがみ うへいた、1817年(文化14年) - 1869年10月16日(明治2年9月12日)）は、幕末長州藩の蘭学者、砲術家。高杉晋作の大叔父に当たる。

## 生涯

### 長崎、江戸遊学
文化14年（1817年）、長州藩士高杉春明の三男として生まれた。高杉家は先に養子晴豊を迎え、孫高杉小忠太も生まれていたため、八組士田上平兵衛（200石）の養子に出された。
藩校明倫館で学んだ後、長崎聞役として長崎に遊学し、蘭学、西洋軍学を学んだ。
弘化4年（1847年）江戸に出て、9月20日伊東玄朴の象先堂に入門し、間もなく塾監として塾生を監督した。嘉永3年（1850年）2月13日翻訳掛を命じられ、ヴィレム・ベースヘル著『下級士官用砲術学入門』 (Handleiding, vooronderofficieren, tot de kennis der theoretische en practische wetenschappen der artillerie) を訳し、佐賀藩の長崎砲台建設に当たり参照された。また、長崎県立長崎図書館青方文庫に、嘉永2年（1849年）8月ハンオーフル砲術書他を元に著したという「海岸砲台略説」が現存する。
嘉永4年（1851年）5月12日、江戸に来た吉田松陰を迎え、佐久間象山を紹介した。

### 長州藩
嘉永4年（1851年）5月養父の病のため帰国し、8月4日死去後家督を継いで長州藩に出仕し、嘉永5年（1852年）12月異賊防禦手当惣奉行毛利元亮手元役となった。嘉永6年（1853年）、黒船来航を受けて安政2年（1855年）9月1日好生館に洋学所が置かれ、その師範掛となった。安政2年（1855年）長崎海軍伝習所に遊学していた松島剛蔵を頭取役とする長州学生の間で不和が生じたため、12月長崎帰役を命じられ、安政3年（1856年）1月長崎に赴任し、剛蔵に代わって学生を監督した。
安政4年（1857年）10月17日熊毛代官、安政5年（1858年）11月13日当島代官、万延元年（1860年）7月7日から8月5日まで奥阿武代官。
文久元年（1861年）2月15日手当用掛を命じられ、下関戦争では山口での軍議に参加し、文久3年（1863年）2月国政復古局が設置されると、3月7日御用掛を命じられた。6月22日手当役座が山口に移転した際には、26日萩城代毛利元一用談役を命じられ、萩に留まった。9月、山口を視察して藩庁の移設を上申し、採用された。
元治元年（1864年）9月明倫館頭役人、慶応元年（1865年）1月小姓筆頭手当方。慶応2年（1866年）の第二次長州征討においては、5月21日から6月29日まで北第五大隊軍監を務めているが、すでに50歳近くであり、実際に指揮したかは疑わしい。
その後、慶応3年（1867年）2月兵学校用掛、明治元年（1868年）11月二等官次席、兵学寮教授方を勤め、明治2年（1869年）9月12日萩で死去した。

## 親族
- 父：高杉小左衛門春明 - 高杉半七郎春善の子[1]
- 母：渡辺七郎左衛門女、桂小左衛門養女[1]。
- 兄：高杉春生 - 早逝[1]。
- 義兄：高杉春豊 - 長沼権之助政順の子。子に高杉小忠太、孫に高杉晋作[1]。
- 姉：三井資明妻[1]
- 養父：田上平兵衛 - 嘉永4年（1851年）8月4日65で没[1]。
- 養母 - 慶応元年（1865年）9月6日没[1]。
- 先妻：香林院 - 田上平兵衛女。天保10年（1839年）22で没[1]。
- 後妻：すて - 萩鍛冶屋町飯尾久衛門次女。文政11年（1828年）7月6日生、嘉永4年（1851年）11月2日結婚[1]。
- 子：競 - 嘉永5年（1852年）生。明治に赤間関警察署長[1]。
- 子：佐々木つる[1]
- 子：武一[1]
- 子：山本豊[1]